# Fulton, Alabama
Fulton là một thị trấn thuộc quận Clarke, tiểu bang Alabama, Hoa Kỳ. Dân số năm 2009 là 294 người, mật độ đạt 46 người/km².